# Litauische Badmintonmeisterschaft 2006
Die Litauische Badmintonmeisterschaft 2006 fand vom 4. bis zum 5. Februar 2006 in Tauragė statt. Es war die 44. Austragung der nationalen Titelkämpfe von Litauen im Badminton.

## Medaillengewinner
| Disziplin    | Gold                                     | Silber                                    | Bronze                                   |
| ------------ | ---------------------------------------- | ----------------------------------------- | ---------------------------------------- |
| Herreneinzel | Aivaras Kvedarauskas                     | Donatas Narvilas                          | Klaudijus Kašinskis                      |
| Dameneinzel  | Akvilė Stapušaitytė                      | Kristina Dovidaitytė                      | Rasa Šulnienė                            |
| Herrendoppel | Šarūnas Bilius Ramūnas Bilius            | Aivaras Kvedarauskas Juozas Špelveris     | Ričardas Butkus Andrius Jankus           |
| Damendoppel  | Akvilė Stapušaitytė Ligita Žukauskaitė   | Gerda Voitechovskaja Kristina Dovidaitytė | Salvinija Tarvydaitė Ugnė Vasiliauskaitė |
| Mixed        | Aivaras Kvedarauskas Akvilė Stapušaitytė | Donatas Narvilas Kristina Dovidaitytė     | Šarūnas Bilius Gerda Voitechovskaja      |